# Vandoies
Vandoies (Vintl in tedesco) è un comune italiano di 3 354 abitanti della provincia autonoma di Bolzano in Trentino-Alto Adige. Si trova nel comprensorio della Val Pusteria, di cui Brunico è il capoluogo, ed è situato, assieme alla frazione Vandoies di Sopra, che si trova a monte a tre chilometri di distanza, nella bassa Val Pusteria.
Il comune comprende inoltre le frazioni di Vallarga (Weitental) e di Fundres (Pfunders) nella Val di Fundres (Pfunderer Tal), una valle laterale diretta verso nord. Il capoluogo si trova proprio nella zona di sbocco. Sparsi a fondovalle e su molti pendìi non di rado appena abitabili, si trovano gruppetti di case e masi singoli, spesso lontani dai centri abitati.

## Geografia fisica

### Posizione

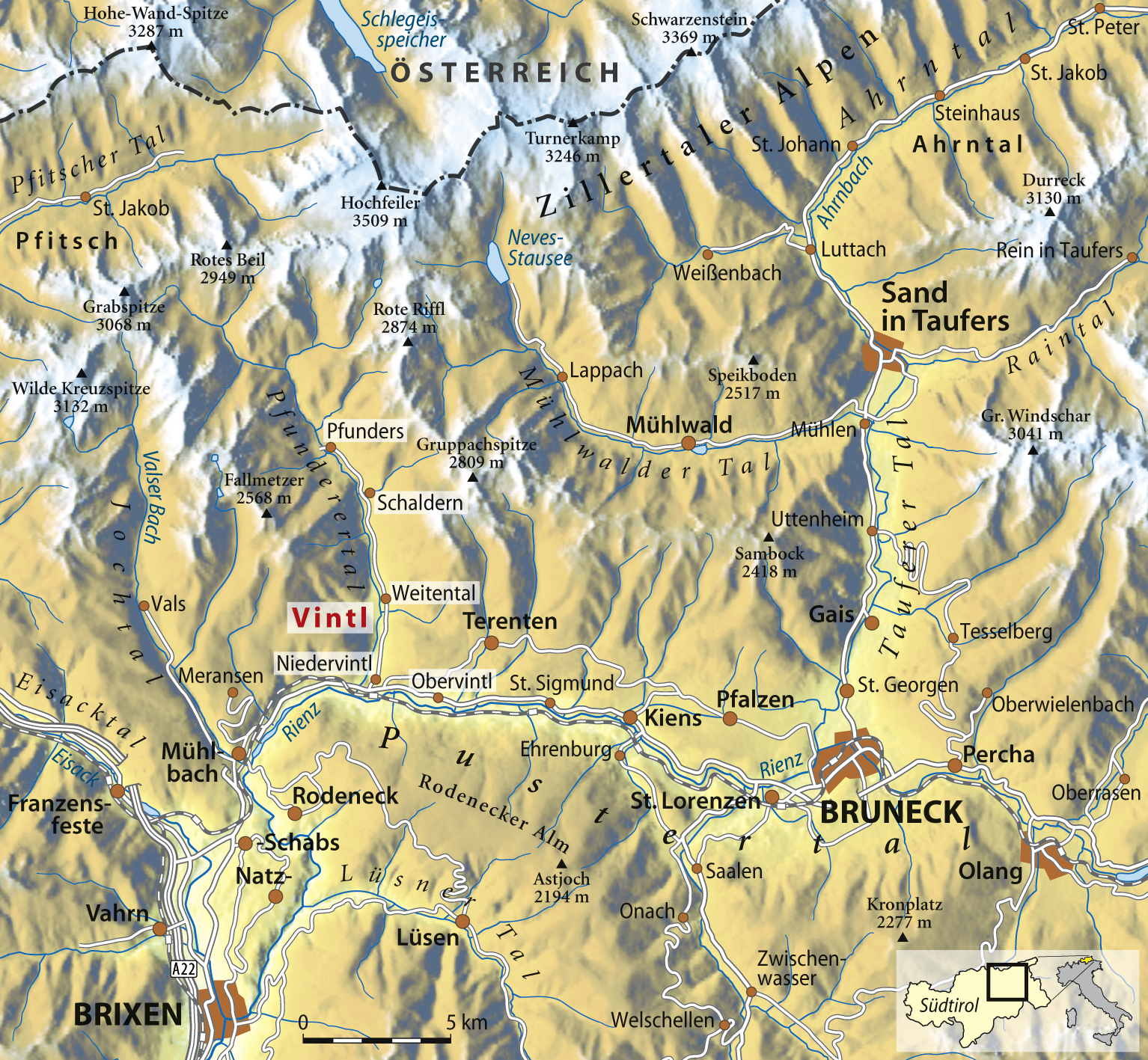
Cartina geografica del territorio circostante a Vandoies.

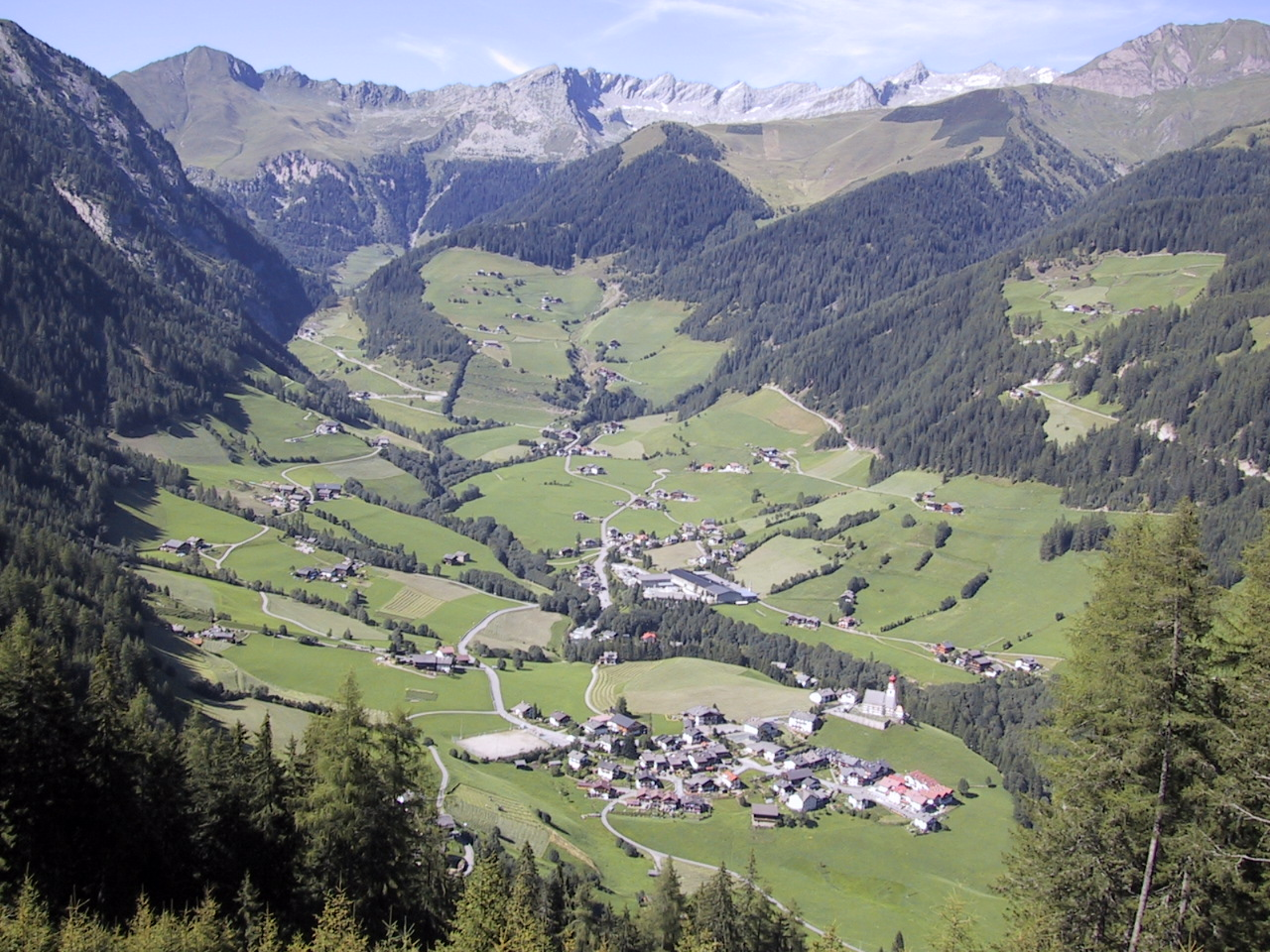
Fundres con le borgate Schattseite, Sonnseite e Riegl, Eggerseite.

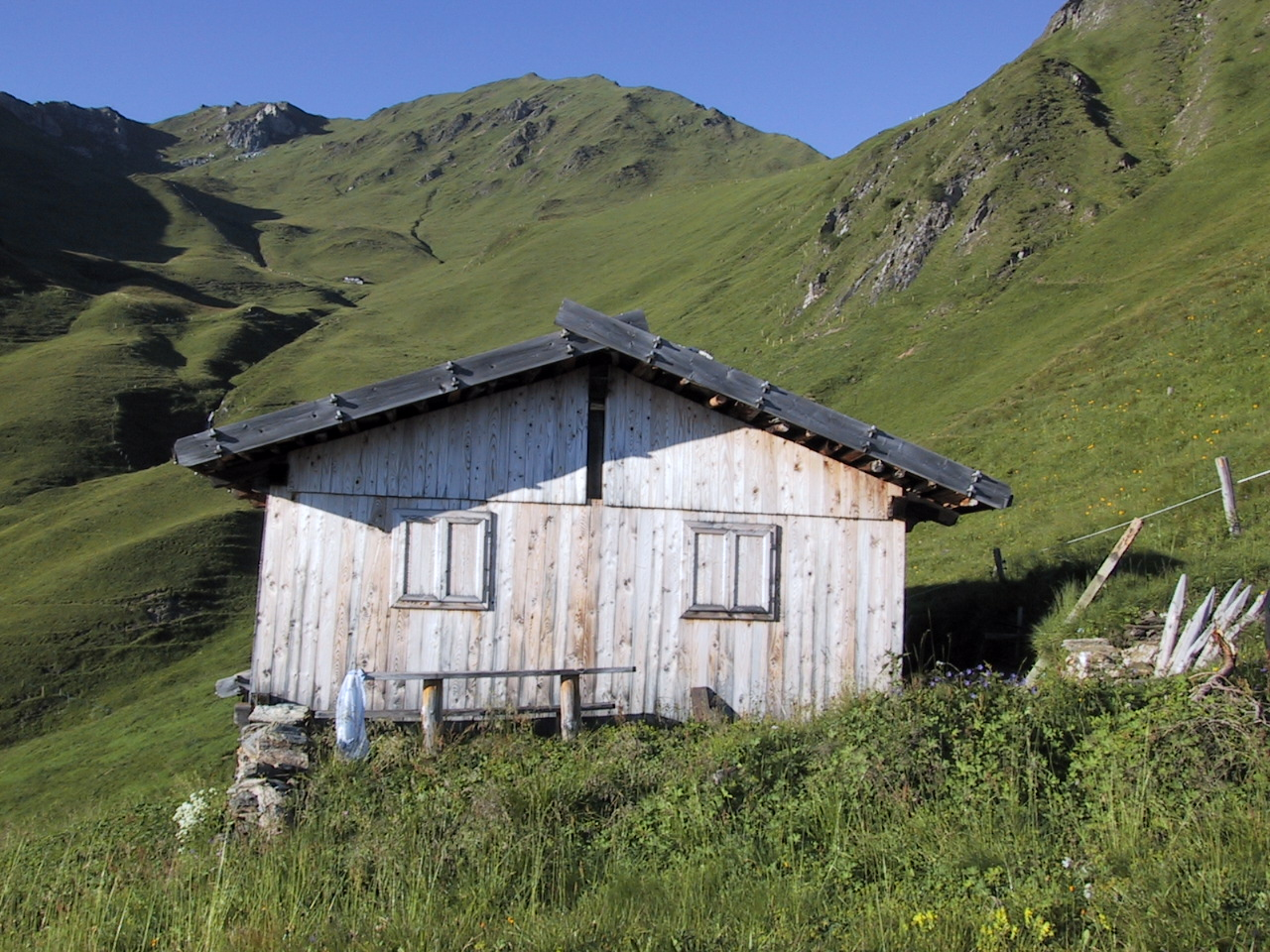
La Malga Zirm: esempio tipico di una piccola malga privata vicina all'Alta Via di Fundres.

Il comune di Vandoies si sviluppa su una superficie di circa 110,54 km² e occupa la ventunesima posizione dei comuni altoatesini.
Sono due le valli che danno al territorio un'impronta decisiva:
- la vallata della Rienza tra la Chiusa di Rio Pusteria e Vandoies di Sopra con un fondovalle largo fino a 600 m su un'altezza media di 750 m s.l.m. caratterizzato parzialmente da falde di deiezione dei torrenti limitrofi e attorniato da pendii laterali molto ripidi.
- la val di Fundres che confluisce nella valle della Rienza dal nord. È una valle laterale che a tratti si allarga per far spazio a colture agricole non molto estese, a tratti si restringe per formare delle vere e proprie gole. Risalendo la valle a partire dalla zona di sbocco a 750 m s.l.m. passando per Vallarga a 863 m s.l.m. e per Fundres a 1159 m s.l.m. fino alle ramificazioni più sperdute che si intrecciano nelle Alpi della Zillertal si viene in contatto con delle falde geologiche molto interessanti. La punta più alta è la Punta Bianca Bassa (Niederer Weißzint) a 3263 m s.l.m.

Nel territorio di Vandoies, si possono ammirare le cascate di Vandoies.

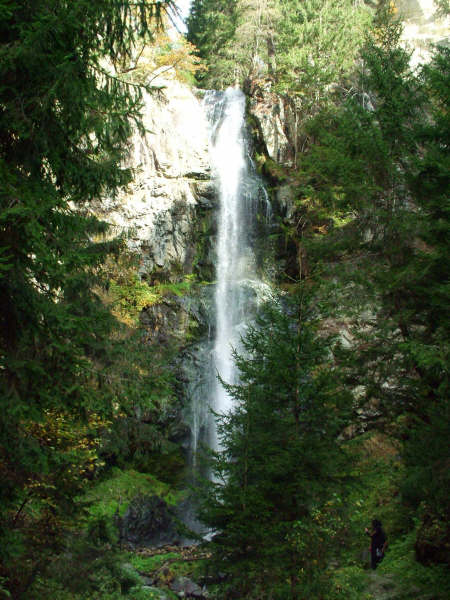
Cascate di Vandoies.

### Zone di colonizzazione
Il territorio comunale comprende 4 frazioni: Vandoies di Sotto, Vandoies di Sopra, Vallarga e Fundres.
Il centro di Vandoies è situato su un rilievo non molto alto nella zona di sbocco del rio Fundres. Il territorio agricolo tra la sponda meridionale del fiume Rienza e il pendio ripido coperto di boschi viene occupato dalle fattorie di Priel. Il versante settentrionale della Val Pusteria a ovest della Val di Fundres è colonizzato dai masi sparsi di Serga (Sergs) che confinano con il territorio orientale di Maranza. Nel fondovalle la frazione Vandoies di Sopra a 765 m s.l.m. ormai è connessa con il capoluogo tramite il corridoio stretto della zona industriale.
Nel tratto iniziale della Val di Fundres fino alla località di Vallarga, lungo ca. 3 km, si incontrano poche fattorie. Le borgate Außerdrittel, Dorf, Huntsdorf e Hinterdrittel sono dislocate sia nel fondovalle sia sui pendii del Kegelberg, raggiungibile su una strada anche da Maranza, sia sui pendii del Honigberg sia in alto confinano con le borgate di Margen e Talson del comune di Terento. Più a monte sulla falda di deiezione del torrente Schmansen si incontrano i masi di Schalders a valle dei masi del Kammerschien.
Prima di arrivare a Fundres un dorsale roccioso scendente dal Monte Cuzzo costringe la valle a formare una strettoia e solo dopo, superata quella, si apre la conca di Fundres. La denominazione di alcune borgate del paese deriva dalla posizione geografica: quella situata sul versante ovest, dove verso sera il sole tramonta prima, viene chiamata “Schattseite” ("parte ombrosa"), quella sul versante est è chiamata “Sonnseite” ("parte soleggiata"). Partendo dalla borgata “Sonnseite” una strada porta a Riegel, un gruppetto di masi a quota 1500 m circa. La borgata settentrionale, “Eggerseite”, è situata sul fronte di una diga di sbarramento naturale originata da scisti argillosi molto duri a pieghe trasversali, ricchi di inclusioni di quarzo. Dopo la gola formatasi in questa falda la valle si apre modestamente e il versante orografico sinistro, bensì molto ripido, ha reso possibile una colonizzazione scarsa. Il maso abitato tutto l'anno più alto è il maso Walder a quota 1600 m s.l.m. A Dun la valle si biforca. Il ramo principale si restringe e forma una gola profonda prima di aprirsi definitivamente nella zona del Weitenberg, dove a 1978 m s.l.m. è situata la malga del Weitenberg. Continuando a risalire i pascoli molto estesi si arriva al Giogo di Fundres a 2568 m, un valico che porta nella Val di Vizze. L'altro ramo conduce prima sulla Malga Boden e dopo un pendio molto ripido sulla Malga Ponte di Ghiaccio con il lago omonimo e sul rifugio Passo Ponte di Ghiaccio.

### I comuni limitrofi
Sul lato ovest il comune confinante è Rio di Pusteria, al nord è la Val di Vizze, a est sono tre i comuni: Selva dei Molini, Terento e Chienes, a sud il comune di Rodengo. Non esistono connessioni stradali dirette con i territori dei comuni Val di Vizze, Selva dei Molini e Rodengo. Terento è raggiungibile comodamente su una strada partendo da Vandoies, la quale si identifica nella SP.40. Per quanto riguarda la connettività stradale la Val di Fundres è una via senza uscita.

### Utilizzo del territorio
Le aree disponibili per l'agricoltura, a causa della presenza molto estesa di ambienti montani e rocciosi, sono esigue. Solo il 7,85% del territorio comunale è adatto alla lavorazione agricola e si trova prevalentemente nei fondovalli della Valle della Rienza e della Val di Fundres. Ancora in tempi non molto remoti, persino nell'alta Val di Fundres i campi arati superavano di gran lunga i prati riservati ai foraggi verdi. Oggi la relazione si è capovolta. La percentuale dei terreni non coltivabili è del 16,8%, quella dei laghi e dei corsi d'acqua dello 0,4%. L'area coperta da costruzioni di ogni tipo è dell'1,45%. Sono invece le aree coperte di vegetazione di qualsiasi tipo, come i pascoli e i boschi, a fare la parte del leone con una percentuale del 73,1%. I pascoli più estesi si trovano a Fundres, dove occupano un'area di 4600 ettari, costituendo il 75% dei terreni utilizzabili per fini agropastorali e silviculturali. In passato si portavano al pascolo sulle malge di Fundres circa 900 bovini. La malga più grande è la Malga del Weitenberg, una malga gestita collettivamente con un portafoglio di 370 diritti. Nell'ultimo censimento generale dell'agricoltura 2000 sul territorio comunale sono state contate 275 aziende agricole, delle quali 16 esercenti anche l'attività di agriturismo.

### Corsi d'acqua e laghi
I laghi dislocati esclusivamente nella zona settentrionale del territorio comunale si contano sulle dita di una mano. Quasi tutti si sono formati in bacini rocciosi scalfiti dagli attriti dei ghiacciai. Il lago più grande, invece, il lago di Ponte di Ghiaccio (Eisbruggsee), si è formato dietro i detriti di una morena frontale. Non è escluso però che le attività glaciali prima abbiano contribuito ad abbassare il bacino preesistente. Il corso d'acqua più grande è il fiume Rienza, che a Vandoies di Sopra accoglie il torrente Terento e a Vandoies il rio Fundres. I rifornimenti più cospicui d'acqua il rio Fundres li riceve dalle ramificazioni dell'alta Val di Fundres. La maggior parte dell'acqua viene fatta deviare nella località del Sandl in un sistema di gallerie sotterranee, che riforniscono una centrale idroelettrica a Rio di Pusteria. Una piccola centrale idroelettrica di proprietà del comune di Vandoies sfrutta le acque del torrente Schmansen tra Vallarga e Fundres.

### I monti di Fundres
Così vengono chiamate le catene di montagna sviluppandosi su un'area di circa 300 km² antistante nella direzione sudovest alle Alpi della Zillertal. Circondano a ovest la parte settentrionale della Val di Valles, formano i monti confinanti con la Val di Vizze e si estendono a est sul territorio dei comuni di Selva dei Molini e Terento. Le cime più alte sono il Picco della Croce (in ted. Wildekreuzspitze) (3134 m) nella Valle di Valles, la Cima Grava (in ted. Grabspitze) (3068 m) nella vicinanza del Giogo di Fundres è la cima più alta della catena confinante con la Val di Vizze, la Cima di Valmala (in ted. Wurmaulspitze) (3022 m) a ovest della Malga Weitenberg, la Napfspitze (2888 m) al sud del Giogo Ponte di Ghiaccio, il Monte Gruppo (in ted. Hochgrubbachspitze) (2819 m), cima più alta dei Monti di Fundres orientali, la Cima Terento (in ted. Eidechsspitze) (2738 m), il monte di casa di Vandoies. Spicca tra tutti il Gran Pilastro (in ted. Hochfeiler) con i suoi 3.509 m.

### Clima
Il clima ha caratteristiche tipicamente continentali, con inverni molto freddi nonostante la quota non troppo elevata: la Val Pusteria è una vallata molto fredda perché vi si incuneano facilmente i venti freddi settentrionali. Così, l'inverno è rigido e nevoso con massime spesso sotto lo zero e punte minime che in inverno possono arrivare a -15/-20 °C, e spesso si protrae fino ad aprile-maggio. Le estati sono brevi e non troppo calde, con punte massime che raramente superano i 30 °C.
Le condizioni meteorologiche permettono la coltivazione del frumento almeno sui pendii soleggiati di Vandoies e di Vallarga. Ai tempi quando la coltivazione dei cereali era ancora un'attività chiave, i contadini di Fundres si dovettero accontentare delle specie più resistenti come segale, avena e orzo. Le quantità delle precipitazioni normalmente bastano per la coltivazione dei foraggi: la media pluriennale per Vandoies è 799 mm, 733 per Vallarga e 944 per Fundres. Solo i masi sui versanti esposti al sud, come quelli di Sergs, di tanto in tanto risentono della siccità derivante dalla mancanza di precipitazioni per un periodo più lungo.

### Flora
Sulle strisce inferiori del versante settentrionale della Val Pusteria si trovano tracce di boschi montani misti mentre il suolo granitico del resto è coperto prevalentemente dai pini silvestri. Sul versante più ombroso e confinante con Rodengo si trovano gli abeti rossi e in misura minore gli abeti. Le foreste della Val di Fundres sono dei boschi misti tipici di montagna con larici e abeti rossi fino alla linea degli alberi, che arriva fino a 2000 m, al massimo a 2130 m. È assente una specie normalmente presente in alta quota: il cirmolo. Infatti in tutta la zona meridionale delle Alpi della Zillertal, dei cirmoli quasi non si trovano tracce. I corsi d'acqua nel fondovalle vengono accompagnati dagli ontani neri, mentre i bordi dei torrenti, dei pendii ombrosi e dei pascoli trascurati più a monte sono invasi dagli ontani bianchi.

### Fauna
Sul territorio del comune vivono molte specie di animali selvatici comunemente presenti nelle Alpi: camosci, marmotte, cervi, caprioli, volpi, scoiattoli, ermellini, lepri. Nell'anno 1987 una colonia di stambecchi di 4 maschi e 4 femmine, proveniente dalla Riserva Svizzera di Piz Albris vicino a Pontresina nell'Engadina, è stata immessa sulla Malga Monte Costa d'Ega (Eggerseiterberg). L'esperimento ha avuto successo e oggi si conta una popolazione di trenta-quaranta capi. Sono presenti anche il gallo cedrone e il fagiano di monte. La cura della selvaggina è nelle mani dei cacciatori, sia della riserva di caccia di Fundres, sia della riserva di caccia di Vandoies con Vallarga e Vandoies di Sopra.

### Geologia

#### Linea Periadriatica

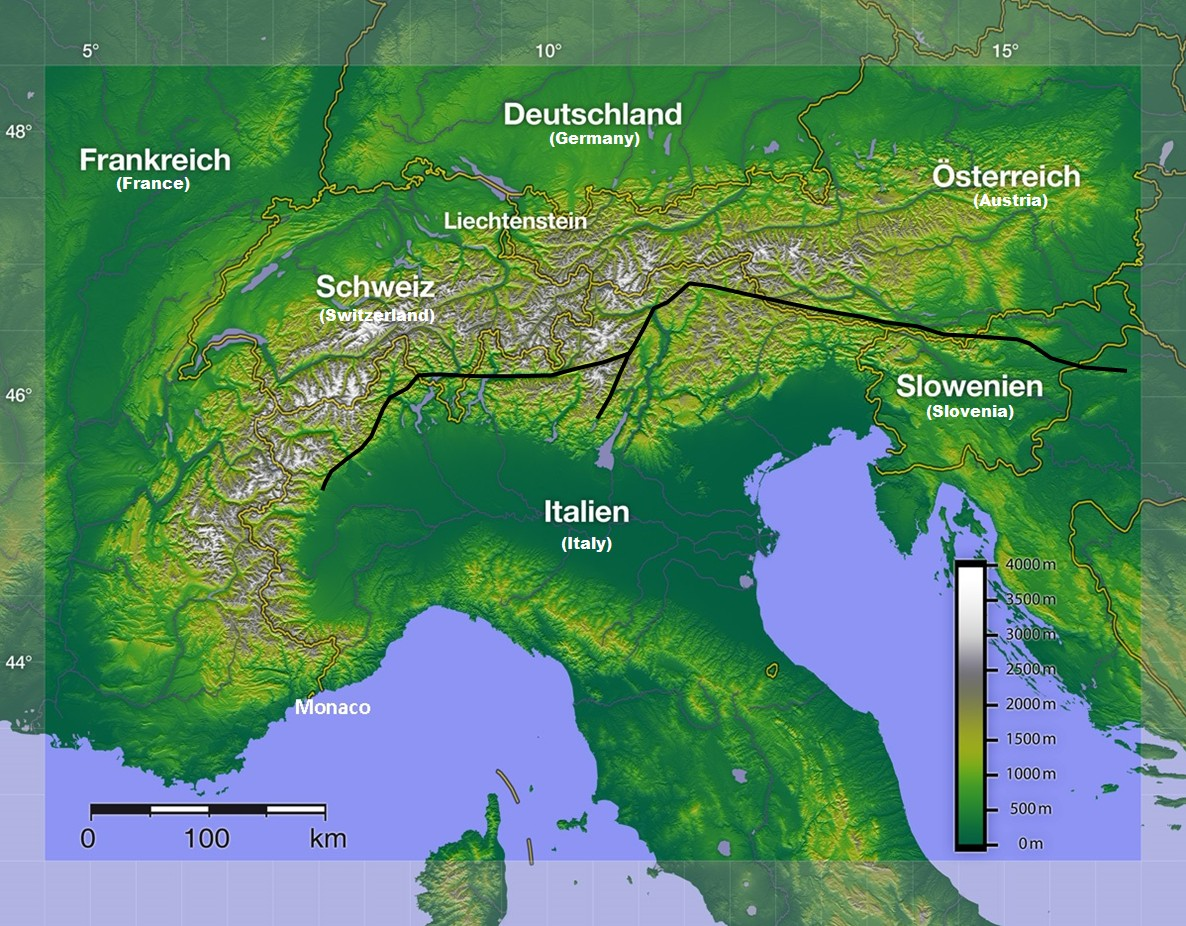
La Linea Periadriatica.

Il territorio comunale viene percorso da una lunga linea tettonica in direzione est-ovest, dalla linea Periadriatica. La direzione di stratificazione delle falde principali si sviluppa parallelamente a questa linea guida, e perciò con la Val di Fundres i processi di erosione hanno tagliato in due le formazioni geologiche e hanno creato una piattaforma eccellente per l'analisi della struttura tettonica dell'area che si estende al nord della Val Pusteria.

#### Sudalpino
Si incontrano delle falde che possono essere attribuite a tre sistemi tettonici fondamentali della orogenese alpina: Sudalpino o Alpi meridionali, il Basamento Austroalpino e il Pennidico. Una delle falde sudalpine, rappresentata dalla fillite quarzifera di Bressanone si avvicina da sud al percorso della Rienza. Soltanto in pochi luoghi della Val Pusteria questa falda attraversa la Rienza. La fillite quarzifera è composta da sedimenti grigi e blu-grigi privi di componenti calcarei che risalgono al paleozoico e che hanno subito processi di trasformazione metamorfica. I componenti principali sono quarzo e sericite.

#### Granito brissinese
Non è un fenomeno infrequente che parallelamente alle linee tettoniche oppure nelle loro vicinanze si trovino intrusioni magmatiche in forma tonalitica o granitica. Spesso sono il risultato di movimenti tettonici di intere zolle. Nel nostro caso il granito brissinese che fa parte del basamento sudalpino e che copre una vasta zona nei dintorni di Bressanone percorre il terreno comunale nella forma di una fascia quasi parallela tra la Rienza e Vallarga. Il confine settentrionale viene formato dalla linea Periadriatica. Le analisi radiometriche hanno chiarito il periodo della genesi: il Permiano. Il margine settentrionale è caratterizzato da fasce cospicue di miloniti, segno visibile degli attriti tra le due zolle. Oltre la linea Periadriatica c'è un altro corpo granitico, il plutone del Rensen di origine terziaria, presente in forma di un cuneo stretto tra la Rensenspitze sopra Valles e il Gaisjoch sopra Maranza e di cui si trovano delle tracce anche sul fianco meridionale della Eidechsspitze.

#### Basamento austroalpino

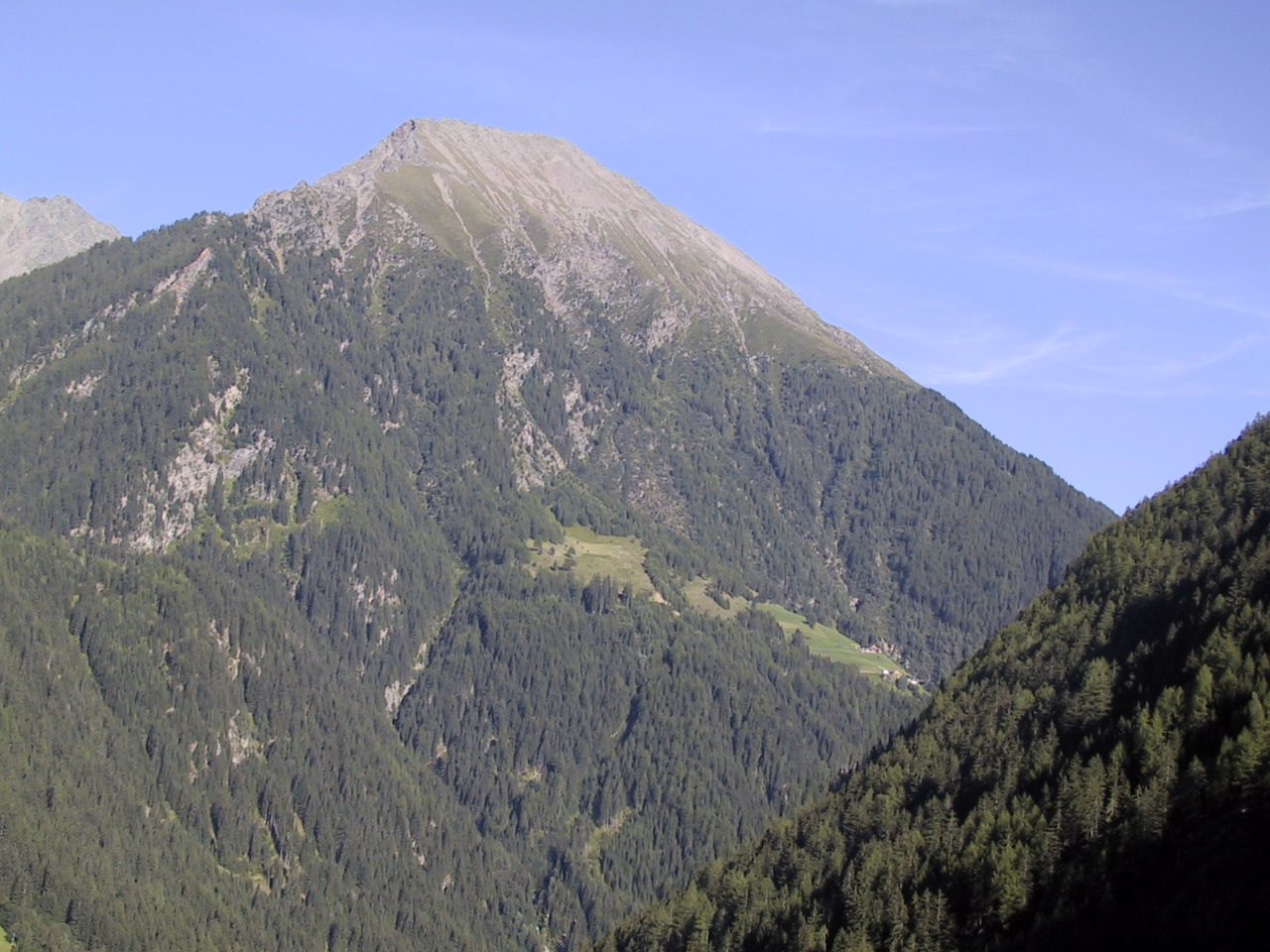
Fianco occidentale del monte Eidechs con i masi del Kammerschien.

Detto anche alpino orientale è presente tra Vallarga e Fundres nella fascia non molto larga del “vecchio gneiss”. Il confine meridionale, morfologicamente predisposto dalla linea Periadriatica, viene formato dai torrenti Stoll e Talson a Vallarga. Il basamento è costituito da rocce molto eterogenee di origine precambriana: da scisti cristallini, in maggior parte da gneiss di tipo para (originati da rocce sedimentarie; di regola più scistose, sfaldabili, composte da quarzo e minerali chiari, ricche di minerali di tipo micaceo e di alumosilicati) e di tipo ortho (originati da rocce magmatiche; di regola più compatte, composte da quarzo e minerali chiari come il feldspato, pochi minerali di tipo micaceo). Tra gli scisti cristallini primeggia un tipo para, lo gneiss biotite plagioclasio. Presso Kammerschien e nello Schmansen spuntano piccole zolle di amfibolite. Sui fianchi del monte Falmetzer si notano delle bancate strette marmiferi, rocce di tipo ortho e sciami di filoni rocciosi.

#### Pennidico superiore
Le falde attigue al basamento austroalpino in direzione nord appartengono alla finestra geologica dei Tauri. Il confine si delinea tra lo Schellenberg vicino alla sella della Forcola, passando lungo la sponda destra del rio Lehen alla chiesa di Fundres e attraversando il pendio orografico sinistro verso la Malga Ast nello Schmansen fino al Giogo Passen a 2408 m. La falda, costituita da calcescisti e filliti calcaree di origine pelitica (ambiente marino profondo) e molto simili a quelli della finestra geologica dell'Engadina, si estende fino a Dun e abbandona il terreno comunale nel Weitenberg formando un vasto arco. Esposti agli agenti atmosferici queste rocce calcaree e argillose di colore rossastro si disintegrano facilmente e permettono alla vegetazione erbacea di espandersi fino alle cime dei Monti di Fundres. Questi tappeti erbosi danno un'impronta caratteristica alla conca di Fundres.

#### Pietre verdi

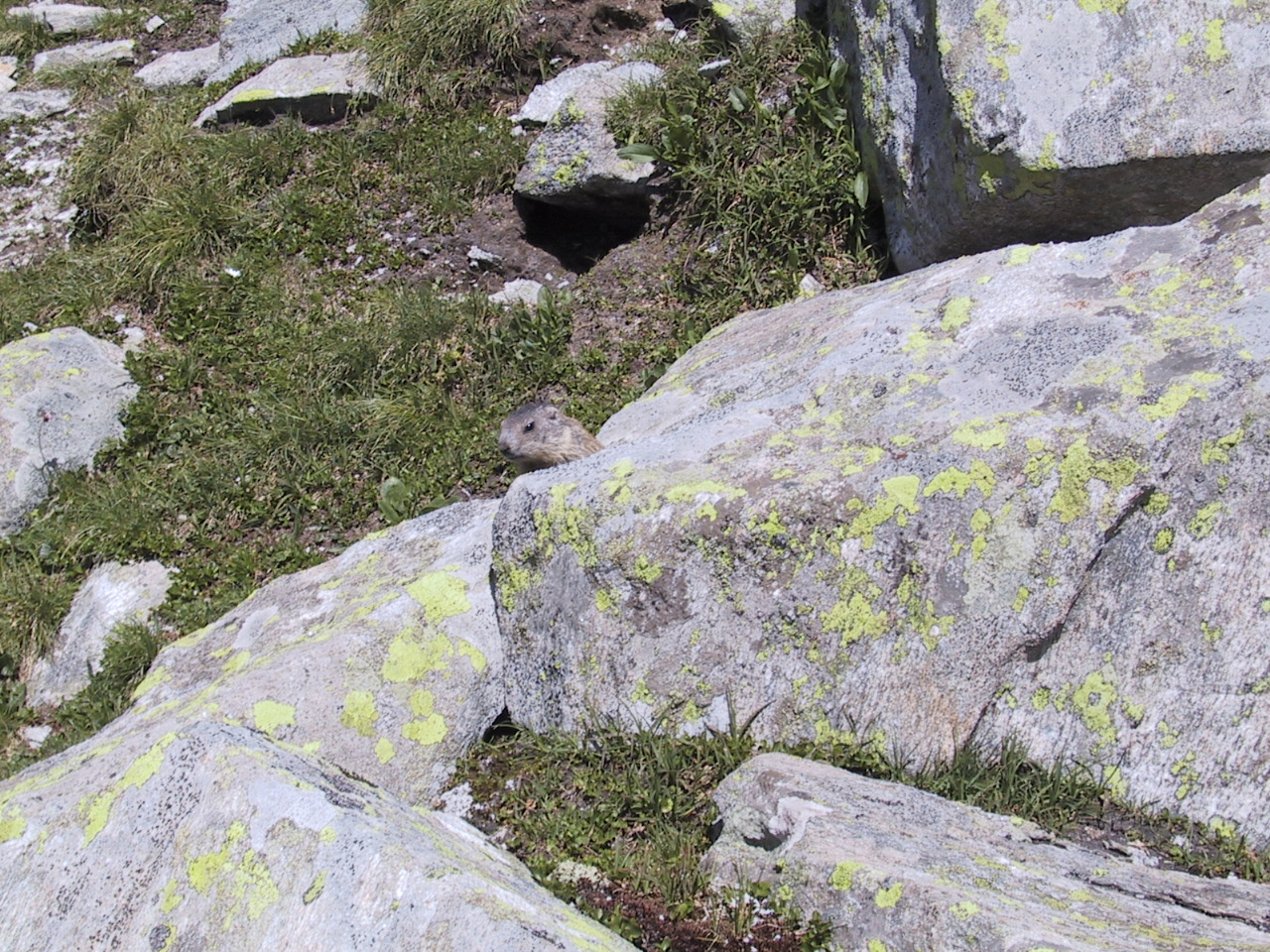
Marmotta tra i blocchi del gneiss dei Tauri al Giogo Passo del Ghiaccio.

Ci sono anche le pietre verdi, prevalentemente degli scisti cloriti e in misura molto minore dei serpentini. Si sono sviluppate da rocce eruttive basiche e dai loro tufi che dopo aver subito delle trasformazioni metamorfiche sono state pressate in alto in forma di inclusioni di spinta.
Le pietre costituiscono una falda attigua al Pennidico superiore che nella forma di un cuneo entra dalla Val di Vizze attraverso la Grabspitze (3059 m) passando per la Faßnacht (2537 m).
Si trovano delle inclusioni di questo tipo anche nella zona del Weitenberg occidentale e a sud dello Steinleberg, dove scendono nel versante destro della Val di Fundres dal piccolo valico della Paulscharte. Sull'altro versante nelle vicinanze del monte Dengelstein si trovano delle zolle di serpentino, un materiale facilmente sfaldabile trasformatosi in alcuni luoghi addirittura in talco scivoloso. A partire dal 1722 questi giacimenti venivano sfruttati casualmente trovando sbocco sotto il nome griener Marbel ("marmo verde") di Fundres nella costruzione della chiesa del convento di Ettal nella Baviera meridionale e del Duomo di Bressanone.

#### Pennidico inferiore
Dopo il cuneo delle pietre verdi segue la falda del pennidico inferiore contenente scisti privi di componenti calcarei altamente cristallizzati e ricchi di minerali. I micastisti e gli gneiss di questa falda all'esterno sono accompagnati da strisce molto strette di marmo di colore chiaro grigio.

#### Gneis centrale
La falda del pennidico inferiore è sovrapposta alla falda più bassa di questo sistema tettonico della finestra dei Tauri. Si tratta del gneiss centrale dei Tauri che tocca appena il territorio del comune di Vandoies nella zona del Passo Ponte Ghiaccio.

### Morfologia

#### Forme vecchie
Per la modellazione del paesaggio erano decisivi i processi molteplici temporali-storici dell'erosione che venivano tenuti in moto dall'elevazione a tappe dei monti. In più davano il loro contributo i fattori selettivi della consistenza petrografica e della struttura delle falde. Un segno dell'interruzione a periodi del processo di elevazione dei monti sono le vecchie forme e i resti dei fondovalli. Sono rilievi meno ripidi, in alcuni casi molto estesi, che sono i resti di superfici e di fondovalli esistenti in tempi molto remoti. Un esempio ben visibile dei resti di un fondovalle si sviluppa sul versante sinistro della Val di Fundres: parte da Dun, passa dalla Eggerseite, da Riegel, Kammerschien, Talson fino al Margenkopf.

#### Azione glaciale
Senza dubbio anche i ghiacciai immensi dell'era glaciale hanno avuto un impatto forte sulle superfici modellate già nell'era terziaria dai corsi d'acqua. Le forme paesaggistiche angolose sono state smussate e arrotondate. Si sono formati circhi glaciali, letti di roccia e dossi montonati. Alcuni tipi di roccia hanno conservato delle strie originate dai processi di esarazione. Le valli fluviali a forma di V spesso sono state allargate alla forma di U, ne sono un esempio alcune valli nei pascoli dell'alta Val di Fundres.

#### Falde di deiezione
Una caratteristica morfologica particolare sono le falde di deiezione create dai corsi d'acqua nei fondovalli: nella Val Pusteria dai torrenti Winnebach e Ternerbach nella zona di Vandoies di Sopra, dal Kaserbach e dal Rio Fundres a Vandoies di sotto. Nella Val di Fundres numerosi torrenti laterali hanno contribuito a riempire di detriti il fondovalle rendendo possibile la creazione di superfici usufruibili per la coltivazione agricola. A Vallarga un sistema di due torrenti antistanti ha addirittura creato un argine che è stato la causa dell'innalzamento del fondovalle e della formazione di una pianura estesa a monte mentre a valle si è creato un gradino paesaggistico marcato.

## Origini del nome
Il toponimo è attestato, nei documenti della chiesa vescovile di Frisinga, come "vallis Uintulla" già nel 993/94-1005, un nome che potrebbe avere degli origini celtici: Vindoiàlo‚ campo di Vindos oppure‚ campo bianco (nomi simili esistono in Friuli: Vendoglio, in Francia: Vendeuil).
Un'altra interpretazione etimologica lo fa derivare dal latino ventula ("ventilabro", pala di legno per spargere al vento la pula). Il toponimo italiano Vandoies ripete quello del dialetto badioto e deriva probabilmente dal latino vannitoria da vannus ("conca").
Sul territorio comunale si riscontrano anche dei nomi di origine romana, un'indicazione della presenza di coloni romanizzati anche in luoghi più remoti della Val di Fundres. Il nome di Fundres – attestato nel 1067 - deriva da fondus. Nel nome Scaleres l'esperto riconosce scala con il suffisso are. Kammerschien deriva da campus ursinus.

## Storia

### Archeologia
Nel 2014 sono stati ritrovati a Vandoies due miliari romani della via Aguntum-Vipitenum, dedicati rispettivamente ad Alessandro Severo, in carica dal 222 al 235 e Marco Aurelio Probo, in carica dal 276 al 282, oltre ad altri due privi di iscrizione. Inoltre alcuni storici ritengono, in base alla distanza da Aguntum indicata sullo stesso (67 miglia romane), che fosse posizionato in origine a Vandoies anche un altro miliare rinvenuto a Casteldarne, non a margine della sede stradale ma reimpiegato in un muro, con un'iscrizione che ricorda il riattamento della strada all'epoca di Settimio Severo (anno 201).
Il trattamento poco ortodosso subíto da molti reperti archeologici dopo il ritrovamento non facilita di certo il lavoro degli archeologi a Vandoies. In alcuni casi si sono salvati soltanto degli elenchi poco utili di reperti altrimenti interessanti, in altri manca il luogo preciso di ritrovamento. Generalmente, però, essi bastano come indicazioni del fatto che qualche attività di colonizzazione sui versanti esposti a sud, a Vandoies e a Vandoies di Sopra, ai tempi romani e preromani si sia svolta.

### Medioevo
Sono stati i Bavari che a partire dal settimo secolo hanno incominciato a colonizzare capillarmente tutto il territorio comunale. Quasi tutte le località presentano ancora oggi una caratteristica fondamentale della loro colonizzazione: i Bavari non hanno creato villaggi agglomerati, ma si sono spartiti i terreni dislocando i coloni di qua e di là, che poi hanno costruito le loro case sul posto a loro indicato. Le unità amministrative territoriali dei Bavari erano i “gau” (distretti) e le contee. Vandoies faceva parte della contea della Val Pusteria che si estendeva fino alla Chiusa di Rio Pusteria. Nell'XI secolo la strategia degli imperatori tedeschi era quella di dare in feudo intere contee e comprensori ai vescovi locali. L'imperatore Enrico IV nel 1091 diede in feudo al vescovo Altwin di Bressanone la contea della Pusteria. I vescovi a loro volta passarono l'incarico dell'amministrazione a balivi oppure a ministeriali di loro fiducia, che mantenendo eventualmente l'incarico di generazione in generazione portavano il feudo man mano sotto il loro controllo anche di diritto. In tali casi, per riavere il possesso del feudo, il vescovo non di rado era costretto a riacquistarlo. Un esempio di come potevano andare le cose era il distretto di Vandoies di Sotto. I primi ministeriali di Vandoies noti alla storia a partire dal 1140 erano i Signori di Schöneck e Rodeneck. Nel 1290 ebbero luogo una divisione di proprietà e nel 1320 una divisione ereditaria, dalle quali nacque il nuovo distretto di Vandoies di Sotto che venne assegnato ad Arnold von Schöneck. Quando nel 1336 Arnold von Schöneck alienò parte delle sue proprietà, il vescovo di Bressanone, Albert von Enn, si aggiudicò Vandoies di Sotto comprandola. Rimase poi di proprietà vescovile fino alla secolarizzazione nel 1803.

### Le signorie
Le signorie nella storia della colonizzazione hanno giocato un ruolo determinante: hanno organizzato lo sviluppo della colonizzazione e hanno dato un'impronta ancora oggi visibile alle strutture microterritoriali. I loro inventari patrimoniali, per quanto ancora esistenti, e i documenti sui passaggi di proprietà permettono di avere una prima conoscenza della storia e contribuiscono ai tentativi di ricostruire l'evoluzione della colonizzazione. I signori menzionati nei primi documenti reperibili facevano parte della nobiltà secolare. Aventi delle proprietà in qualche posto non significava dover per forza essere residenti lì. Le donazioni di queste signorie alle istituzioni ecclesiastiche, quali il convento di Novacella, il capitolo del duomo e la corte vescovile di Bressanone contribuivano a un accumulo patrimoniale impressionante nelle loro mani. La corte vescovile di Bressanone agli inizi del Quattrocento nel distretto di Vandoies di Sotto era in possesso di 72 masi gravati di diritti signorili.

### L'amministrazione
Vandoies di Sotto, Vallarga e Fundres fino al 1803 costituivano un tribunale vescovile. Dopo la secolarizzazione dei principati vescovili Vandoies di Sotto passò sotto l'amministrazione statale, ma il giudice di quel tempo, Ignaz von Lebenegg, rimase nella carica. Dopo l'annessione del Tirolo alla Baviera nell'anno 1805 il tribunale di Vandoies di Sotto passò sotto il controllo del tribunale di Rodengo con sede a Rio di Pusteria. A quei tempi spettava ancora ai tribunali sia la giustizia sia l'amministrazione territoriale. Questo cambiò nel 1811 dopo una riforma amministrativa quando, con la creazione dei comuni, venne introdotta la separazione dei poteri secondo la logica di un'amministrazione statale moderna. Furono costituiti i comuni di Vandoies, Vallarga e Fundres, sottoposti nel 1850 al tribunale distrettuale di Bressanone. La via amministrativa di Vandoies di Sopra, dopo aver intrapreso un percorso storico-amministrativo diverso a partire dal 1320, si ricongiunse con quella delle altre località nel 1929 quando, dopo la presa del potere da parte dei fascisti, i vecchi comuni di Vandoies di Sopra, di Vandoies, di Vallarga e di Fundres vennero inglobati nel nuovo comune di Vandoies.

### Attività minerarie a Fundres
Sono note più rincorse allo sfruttamento di giacimenti minerali in Val di Fundres. Il vescovo di Bressanone nel 1541 venne informato sulle attività illegali di scavo di un gruppo di minatori dei Fugger che trasportavano il minerale a Vipiteno. Il vescovo non diede il permesso quella volta e neanche dopo, quando negli anni 1707 e 1736 comitive di minatori su iniziativa del governo dei Länder dell'Austria Superiore a Innsbruck cominciarono a effettuare degli scavi esplorativi sul terreno di competenza del vescovo. Un ultimo tentativo di scavo negli anni tra il 1807 e 1809 fallì per lo scarso rendimento dei minerali.
Più successo ebbero gli scavi casuali dei giacimenti di marmo (scisto clorite e serpentino), di cui danno rapporto le cronache scarse a partire dal 1722. Quella volta minatori bavaresi scavarono il marmo per l'impiego nella costruzione della chiesa del convento di Ettal in Baviera. Nel 1724 il vescovo proibì gli scavi. Appena più tardi, nel 1727, il vescovo diede il permesso per la costruzione di una sega per la lavorazione del marmo a Vandoies. Il materiale scavato successivamente venne impiegato nella costruzione del Duomo di Bressanone (1745-55). Poi il silenzio fino al 1822 quando Beda Weber, un prete poeta, diede notizia di scavi nella zona del Gaiskofel a Fundres. Il materiale trovò impiego nella costruzione del forte di Fortezza. Nel 1963 un imprenditore tedesco, Dieter Grünig da Erlenbach, riattivò le attività di scavo a Fundres.

### Simboli
Lo stemma mostra due zampe d'orso affrontate e poste in palo su fondo rosso. Riprende le insegne araldiche della famiglia Vintler, attestata nel 1140 a Bolzano e proveniente probabilmente da Vandoies. È una famiglia ricca che permette a Niklas Vintler e a suo fratello Franz di comprare il Castel Roncolo nei pressi di Bolzano nell'anno 1385. In seguito fecero decorare le sale del maniero con affreschi in stile gotico che illustrano molti aspetti della cultura cortese. Lo stemma è stato concesso l'11 aprile 1969.

## Monumenti e luoghi d'interesse

### Architetture religiose

#### Chiesa di Sant'Urbano
A Vandoies la chiesa vecchia, consacrata a sant'Urbano, le cui origini di costruzione risalgono al periodo romanico, attestata per la prima volta nel 1378, si trova accanto alla chiesa nuova, costruita negli anni 1750-63 in stile barocco, senza dar nell'occhio. Gli affreschi della chiesa nuova li ha applicati il noto pittore dell'era barocca Josef Anton Zoller. Dal punto di vista storico-culturale sono interessanti anche gli affreschi della chiesa vecchia che vengono attribuiti in parte ai maestri Hans von Bruneck e Leonhard von Brixen.

#### Chiesa di San Tommaso
Per quanto riguarda Vallarga è attestata la costruzione di una chiesa nell'anno 1180. La navata della chiesa, consacrata a san Tommaso, fu interamente ricostruita in stile barocco nel 1777. Gli affreschi sono di Johann Mitterwurzer di Rio di Pusteria.

#### Chiesa di San Martino
A Fundres la prima notizia di una funzione religiosa che presuppone l'esistenza di una chiesa risale al 1397. La chiesa che si trova in un posto particolarmente bello fu interamente rifatta negli anni fino al 1808. È consacrata a san Martino e fu dipinta da Franz Altmutter.

#### Chiesa di San Nicolò
Il patrocinio di san Nicolò è un'indicazione affidabile dell'esistenza di una chiesa a Vandoies di Sopra molto prima dell'anno della sua prima menzione nel 1300. La costruzione uniforme in stile gotico degli ultimi anni del 500 fu ritoccato in stile barocco nel 1749 e provvista di affreschi sul soffitto. Del trittico in legno dal 1490, creato da Hans Klocker, è rimasta soltanto la figura posteriormente ridipinta del patrono della chiesa.

## Società

### Ripartizione linguistica
| %      | Ripartizione linguistica (gruppi principali) |
| ------ | -------------------------------------------- |
| 97,09% | madrelingua tedesca                          |
| 2,29%  | madrelingua italiana                         |
| 0,62%  | madrelingua ladina                           |

### Evoluzione demografica
Nel 1596 si fece un censimento dei focolari: a Vandoies di Sotto 68, a Vallarga 58 e a Fundres 60. Un'altra sorgente storica non molto affidabile sull'evolversi della popolazione in tempi più remoti possono essere le annotazioni di cronaca di singoli curati che svolsero l'attività pastorale nei paesi della Val di Fundres. Da quelle annotazioni si può concludere che, per esempio, a Fundres a periodi la popolazione ha superato il migliaio. Le condizioni di vita sotto l'aspetto odierno erano catastrofiche. In una casa medio-grande vivevano circa 30 persone. Durante il XIX secolo la popolazione diminuì gradualmente. Un'inversione di tendenza si osserva solo dopo la prima guerra mondiale.
| Abitanti censiti |

## Infrastrutture e trasporti

### Strade
Vandoies si affaccia e viene attraversata dalla Strada statale 49 della Pusteria. Nel 2010 sono incominciati i lavori per una circonvallazione di Vandoies di Sotto.
I lavori sono terminati nella primavera del 2011, e il nuovo tratto stradale è stato inaugurato dal presidente della provincia Luis Durnwalder e l'assessore ai lavori pubblici Florian Mussner. Questa nuova opera stradale garantirà oltre a una maggiore sicurezza ai paesani e ai viaggiatori, un possibile migliore sviluppo locale dell'economia.

### Ferrovie

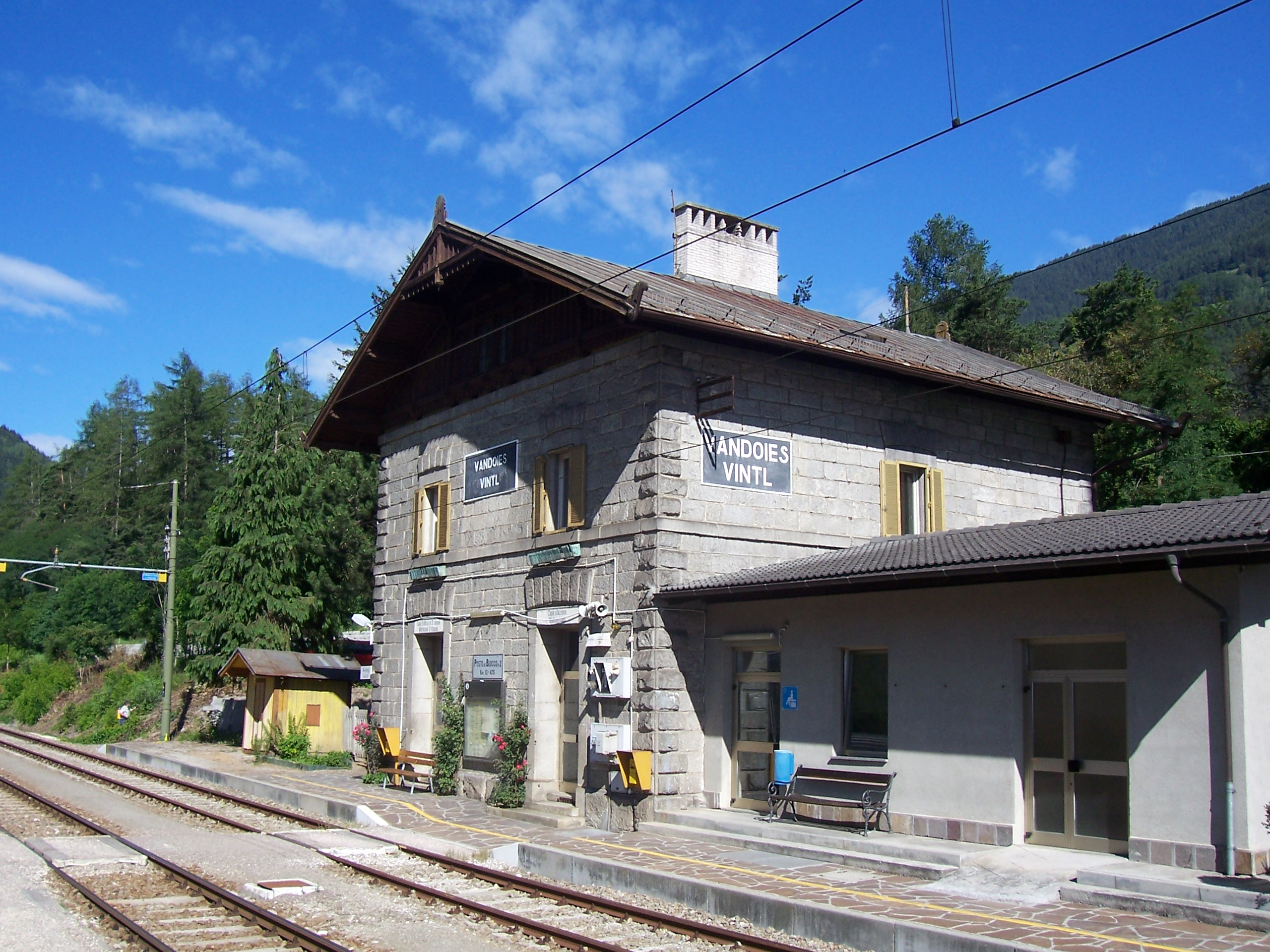
Stazione di Vandoies.

A Vandoies vi è la stazione della ferrovia della Val Pusteria.

## Amministrazione
| Periodo  | Periodo   | Primo cittadino | Partito | Carica  | Note |
| -------- | --------- | --------------- | ------- | ------- | ---- |
| nel 1985 |           | Josef Seebacher |         | Sindaco |      |
| 2005     | 2010      | Rudolf Cerbaro  | SVP     | Sindaco |      |
| 2010     | in carica | Walter Huber    | SVP     | Sindaco |      |

### Gemellaggi
Fundres dal 1970 è gemellata con la cittadina Siegsdorf in Baviera. Questo gemellaggio ebbe inizio con lo scambio di lettere degli scolari delle scuole elementari.